# マウアーシュテッテン
マウアーシュテッテン (ドイツ語: Mauerstetten) は、ドイツ連邦共和国バイエルン州シュヴァーベン行政管区のオストアルゴイ郡に属す町村（以下、本項では便宜上「町」と記述する）である。

## 地理
マウアーシュテッテンはアルゴイ地方に位置する。

### 自治体の構成
この町は、公式には4つの地区 (Ort) からなる。
- フランケンリート
- ハウゼン
- マウアーシュテッテン
- シュタインホルツ

## 歴史
マウアーシュテッテンはイルゼー帝国修道院に属した。1803年の帝国代表者会議主要決議以降はバイエルンに属した。
ナチス独裁時代には、マウアーシュテッテン（シュタインホルツ）はダッハウ強制収容所の外部施設である「リーダーロー II」強制収容所の所在地であった。リーダーロー外部収容所の収容者は、カウフボイレンの弾薬工場で強制労働に使役されていた。
1944年9月4日に922人のユダヤ人収容者が到着した。その後さらに約100人が着いた。このうち472人が劣悪な労働環境と伝染病の蔓延により、収容所が存続していた4ヶ月の間に死亡した。その遺体は森に埋められた。現在そこは記念碑が建てられ犠牲者を偲ぶ強制収容所墓地になっている。

### 人口推移
- 1970年 1,700人
- 1987年 2,355人
- 2000年 2,751人

## 行政
町長は2008年3月2日からアーミン・ホルダーリートが務めている。

### 紋章
図柄: 赤い三峰の山、その上は3つの鋸壁がある銀の壁、さらにその上は青地である。これらに被せて、幹が金の剣となった黒いモミの木。剣の束は三峰に被っている。

## 経済と社会資本

### 教育
- 国民学校 1校

## 文化と見所

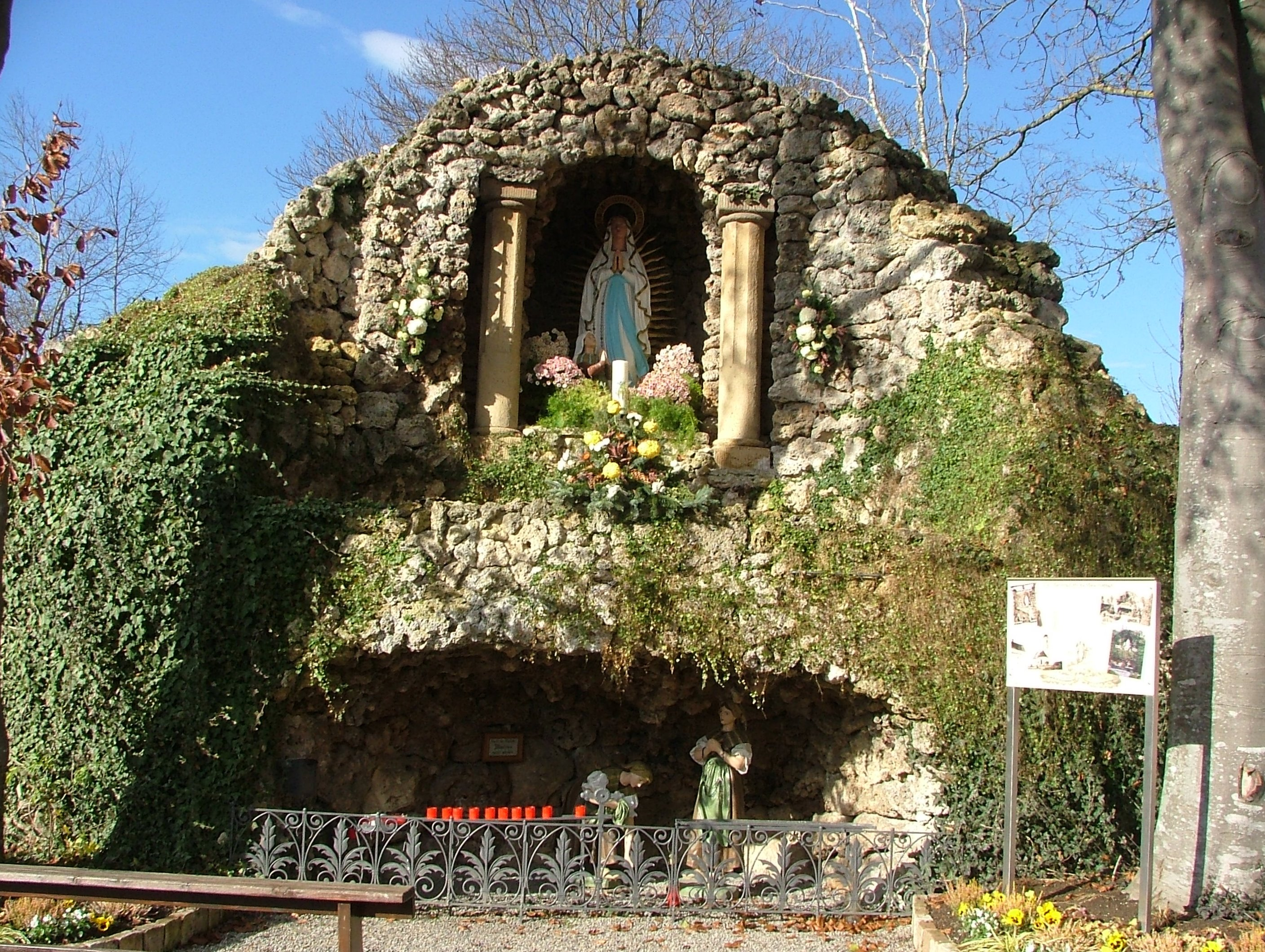
マリエングロッテ

マウアーシュテッテンのマリエングロッテ（マリアのグロッテ）はこの地域で最も古いグロッテである。これは1890年に聖ファイト教会の東側に造られていた。1927年には墓地の西側にある旧司祭館の場所に移された。このグロッテはイルゼーの凝灰岩で造られている。2007年に改修された。

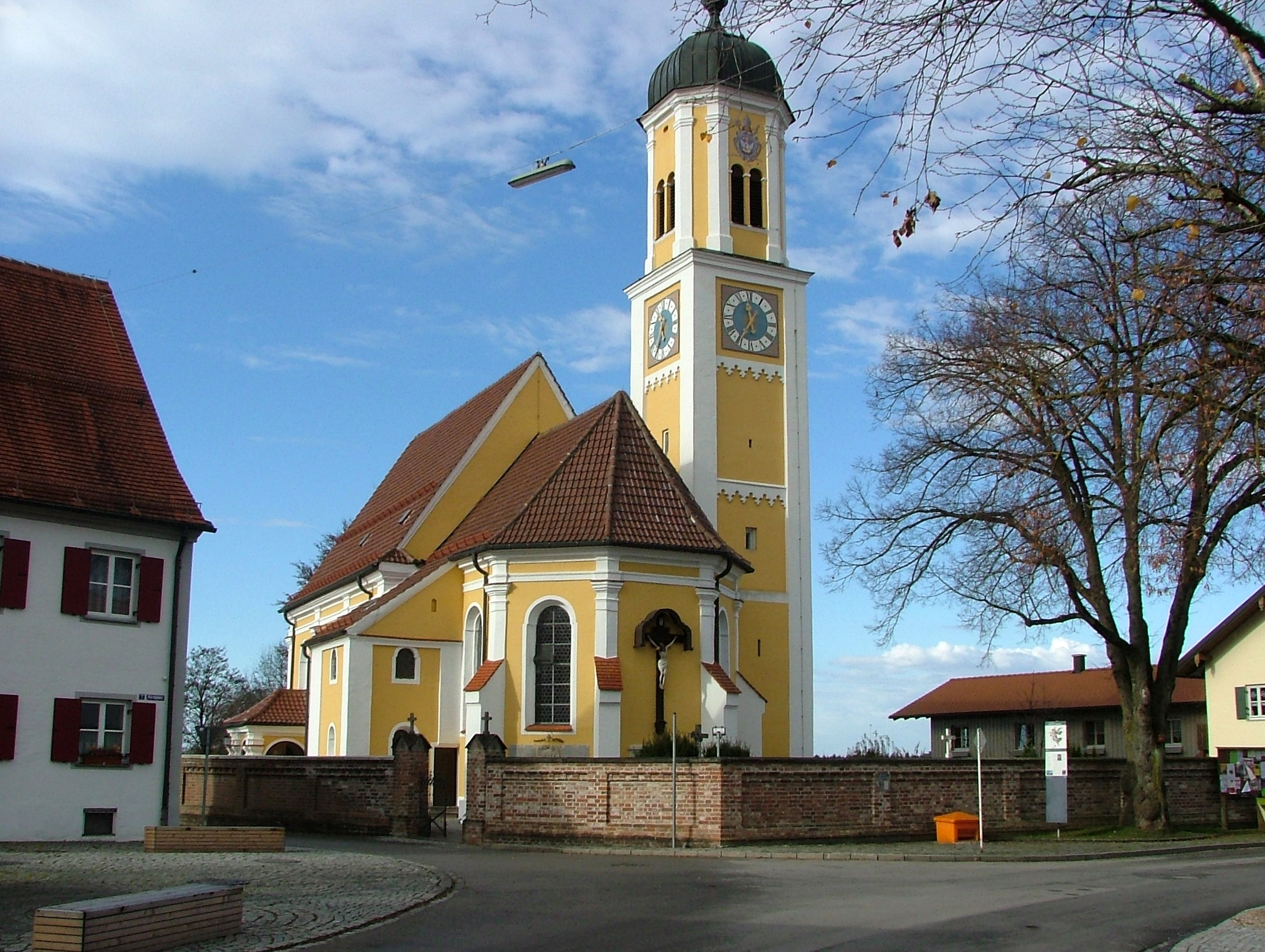
聖ファイト教会
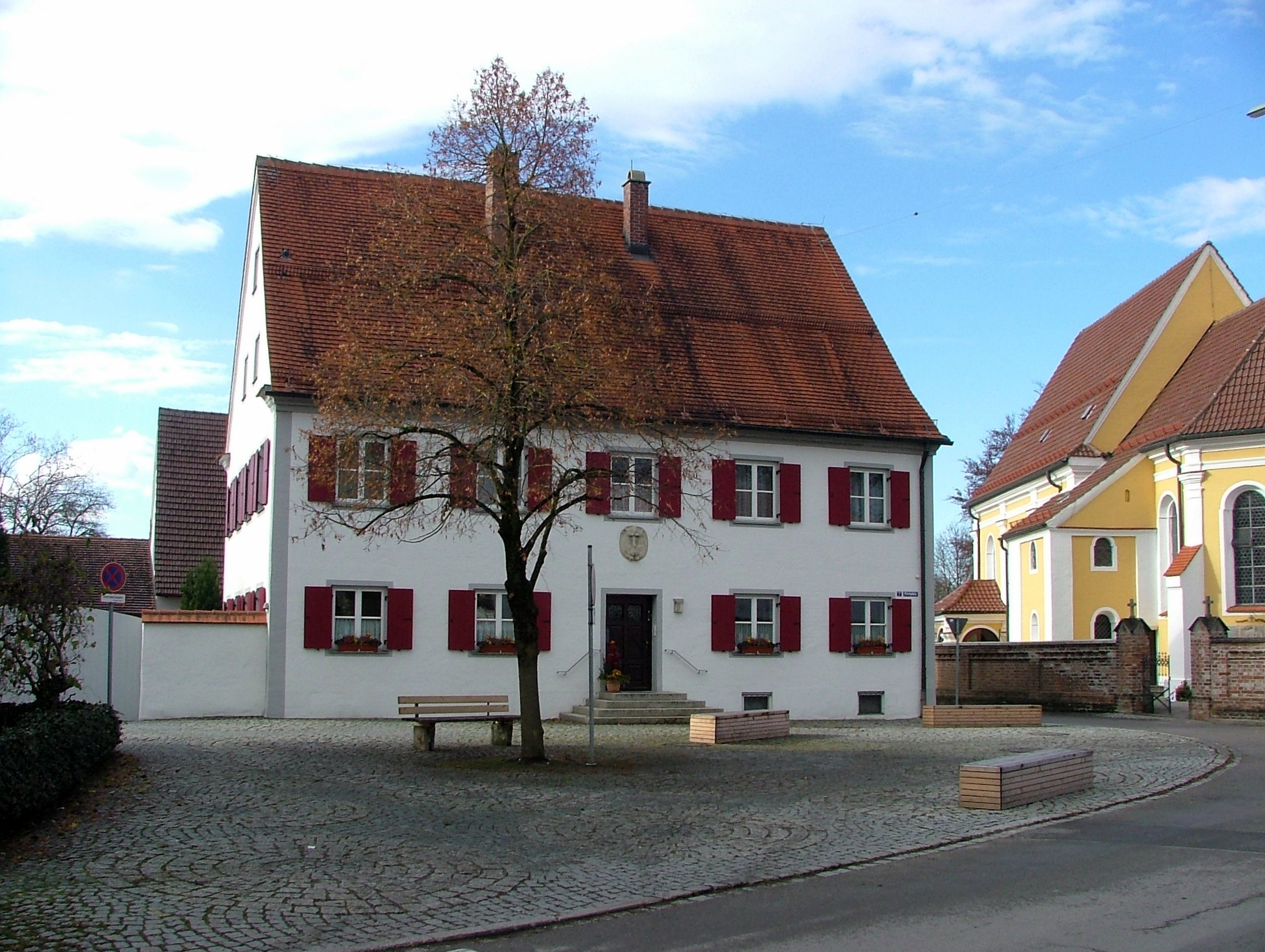
司祭館

## 引用
1. ↑  https://www.statistikdaten.bayern.de/genesis/online?operation=result&code=12411-003r&leerzeilen=false&language=de Genesis-Online-Datenbank des Bayerischen Landesamtes für Statistik Tabelle 12411-003r Fortschreibung des Bevölkerungsstandes: Gemeinden, Stichtag (Einwohnerzahlen auf Grundlage des Zensus 2011)
2. ↑  Bayerische Landesbibliothek Online
3. ↑  Gedenkstätten für die Opfer des Nationalsozialismus. Eine Dokumentation, Band 1. Bundeszentrale für politische Bildung, Bonn 1995, ISBN 3-89331-208-0, p. 163f.